# Rio dei Fuseri
Le rio dei Fuseri est un canal de Venise dans le sestiere de San Marco. 

## Origine
Le nom fuseri réfère aux fabricants de fuseaux qui habitaient ici.

## Description
Le rio dei Fuseri s'étire d'ouest en est.

## Ponts
Il est traversé (d'ouest en est) par :

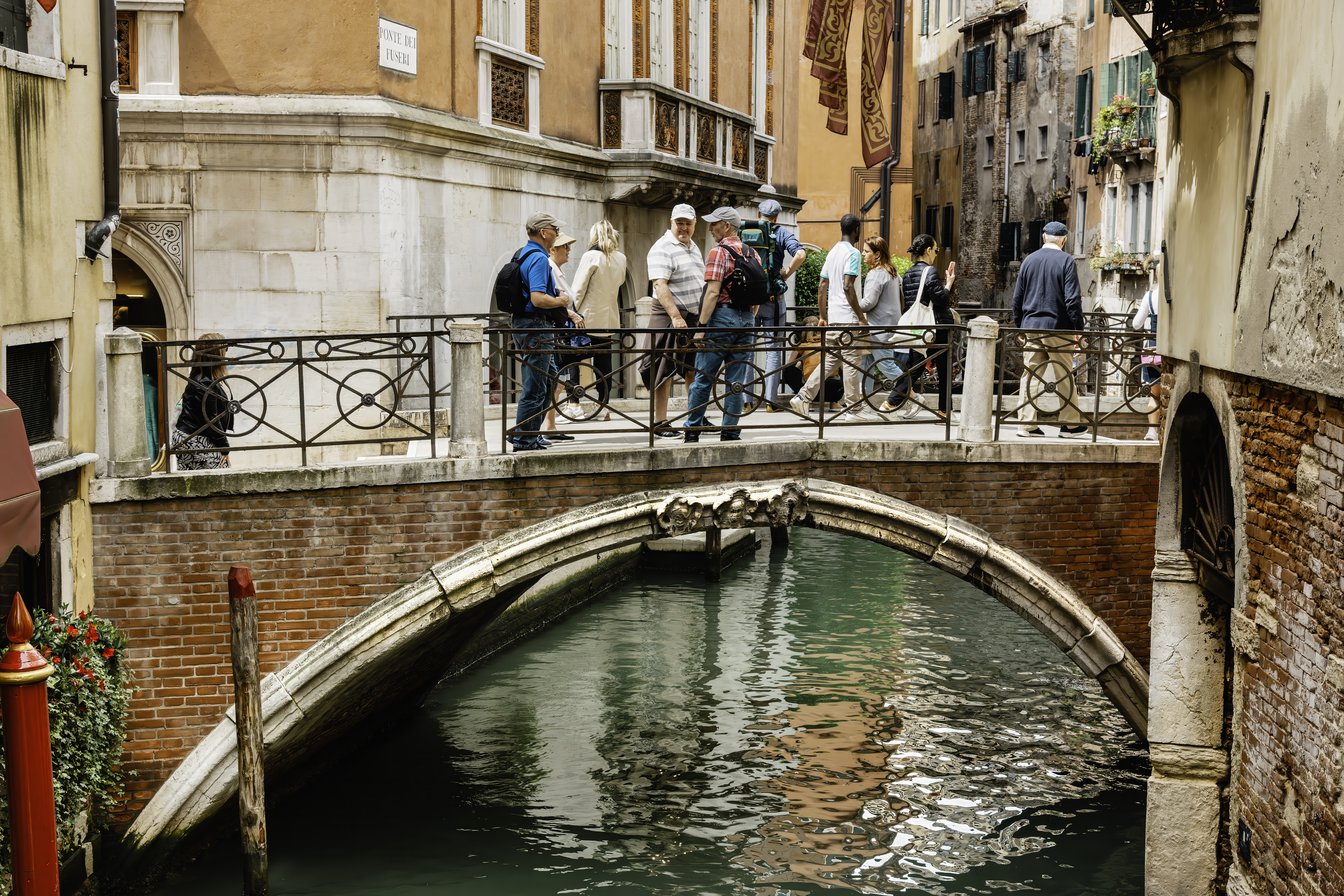
Ponte dei Fuseri sur le calle et ramo éponyme
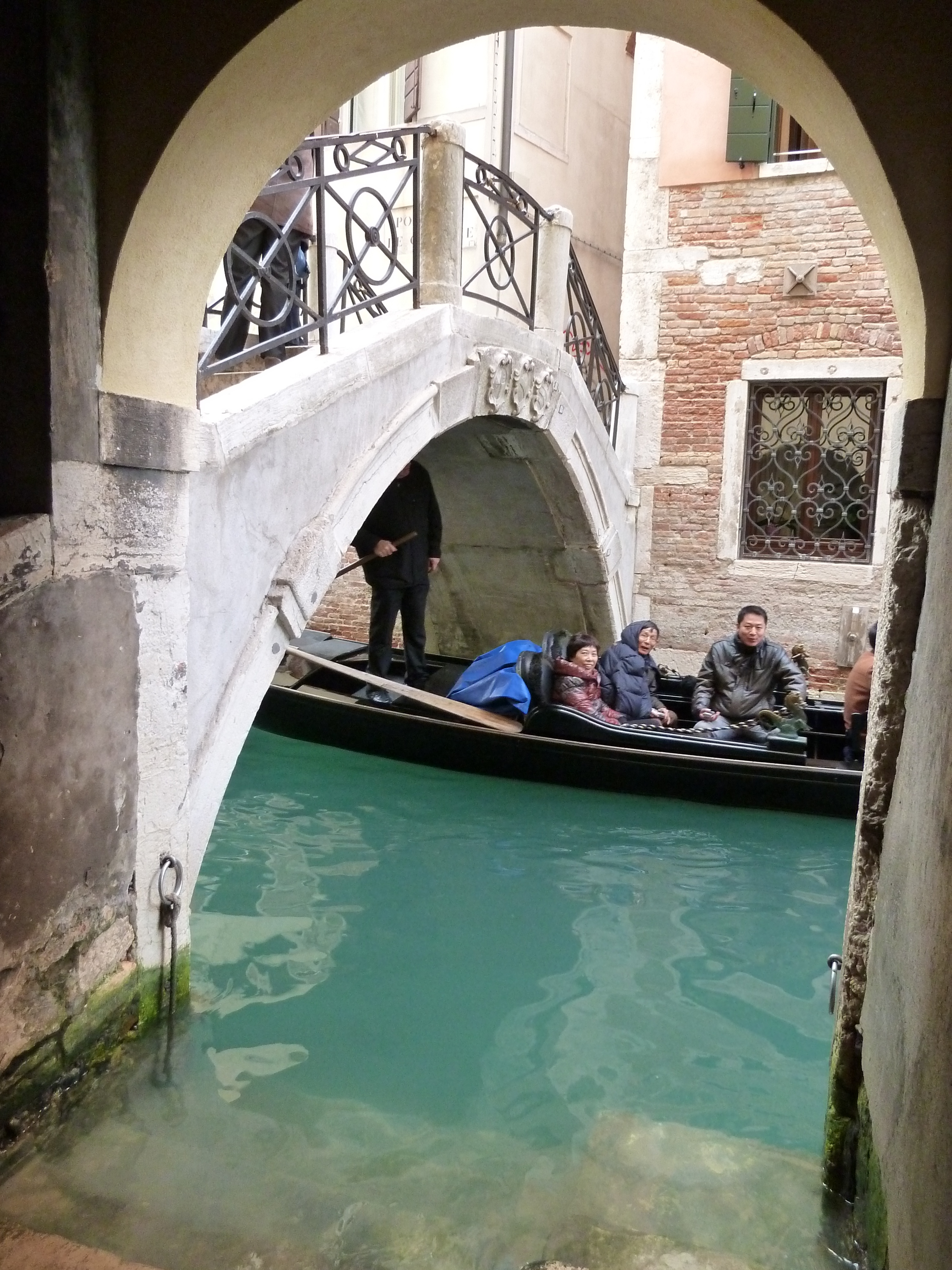
Ponte de le Colonne reliant le Sotoportego de le Colonne au calle de le Colonne
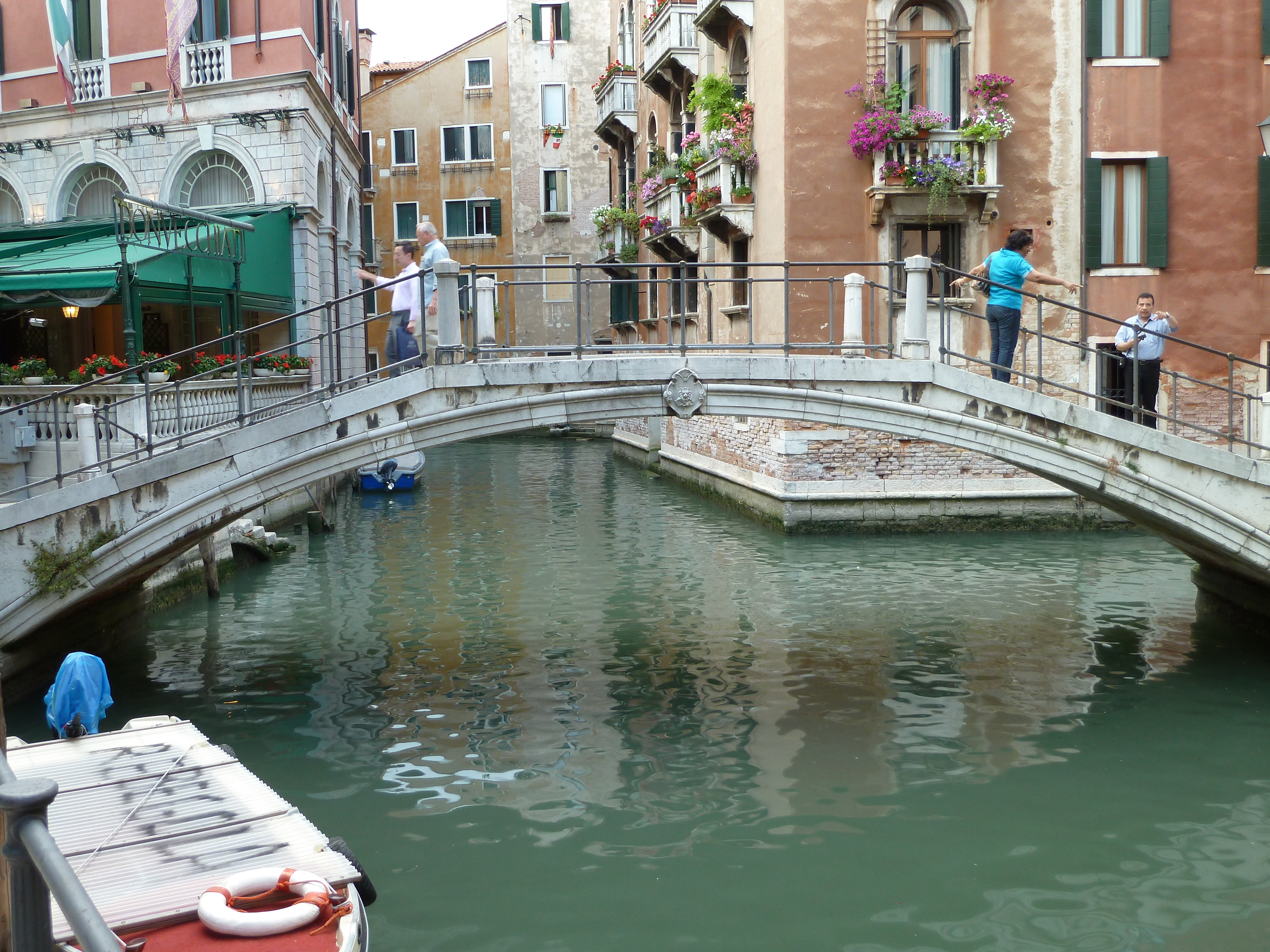
Ponte Goldoni reliant fondamente au calle éponyme